# ستيوارت بيرس
ستيوارت بيرس (بالإنجليزية: Stuart Pearce)‏ (مواليد 24 أبريل 1962) هو لاعب كرة قدم. يلعب مع منتخب إنجلترا لكرة القدم. سبق له أن لعب في كأس العالم لكرة القدم مع منتخب بلاده.

## روابط خارجية
- ستيوارت بيرس على موقع الاتحاد الدولي (مؤرشف)  (الإنجليزية)
- ستيوارت بيرس على موقع قاعدة بيانات كرة القدم.إي يو (الإنجليزية)
- ستيوارت بيرس على موقع ليكيب (الفرنسية)
- ستيوارت بيرس على موقع ناشيونال فوتبول تيمز (الإنجليزية)
- ستيوارت بيرس على موقع Soccerbase.com (لاعب) (الإنجليزية)
- ستيوارت بيرس على موقع Soccerbase.com (مدرب) (الإنجليزية)
- ستيوارت بيرس على موقع Soccerway.com (الإنجليزية)
- ستيوارت بيرس على موقع عالم كرة القدم.نت (الإنجليزية)
- ستيوارت بيرس على موقع كووورة
- ستيوارت بيرس على موقع أوليمبيديا (الإنجليزية)